# Edmund B. Delabarre
Edmund Burke Delabarre, né le 25 septembre 1863 à Dover-Foxcroft et mort le 16 mars 1945 à Providence, est un universitaire américain, professeur à l'université Brown. Il est l'un des pionniers, avec Wolfgang Köhler, de la psychologie de la forme, ainsi que des interactions chez l'Homme entre mouvements réflexes et processus mentaux.

## Biographie
Diplômé d'Amherst College (1886), il suit les cours de William James à l'université Harvard, puis poursuit sa formation en Europe : il fréquente ainsi l'université de Berlin, suit les cours de Münsterberg à l’université de Fribourg, et ceux d'Alfred Binet à la Sorbonne. Nommé professeur-assistant à l'université Brown en 1891, il inaugure la première chaire de psychologie expérimentale de cet établissement en 1896. Quelques mois plus tard, il est nommé directeur du Laboratoire de psychologie expérimentale d'Harvard, en remplacement de Münsterberg. Il s'attache particulièrement à l'influence des micro-mouvements du corps (conscients ou inconscients) sur la conscience de l'être : à cette fin, il fait fabriquer une série d'instruments destinés à détecter les manifestations corporelles. Il se soumet lui-même à certaines de ces expériences, notamment celles sur les mouvements oculaires ou l'effet de faibles doses de drogues (telles le Cannabis indica). Dans la veine des recherches de Justinus Kerner, il introduit l'usage des taches d'encre (« klecksographie ») pour stimuler l'imagination. Malgré quelques articles, son perfectionnisme le détourne de compiler ses recherches en un livre.
Il joue un rôle essentiel dans la création de l'University Club de Providence (1899). Il s'y familiarise avec la géologie et l'archéologie locales de Nouvelle-Angleterre. L'une de ses monographies le rend célèbre jusqu'au Portugal : il y attribue des inscriptions retrouvées sur le rocher de Dighton dans la rivière Taunton, dans le sud-est du Massachusetts), à l'explorateur portugais Miguel Corte-Real, parti de Lisbonne au mois de mai 1502 pour un voyage d'exploration dans l'océan Atlantique.

## Distinctions
- 1918 : membre de l'Académie américaine des arts et des sciences.
- Officier de l'ordre de Sant'Iago de l'Épée

## Publications
- (de) Über Bewegungsempfindungen, Fribourg-en-Brisgau, Epstein, 1891, thèse non publiée.
- (en) « The force and rapidity of reaction movement », Psychological Review, no 4,‎ 1897, p. 615–631
- « Les laboratoires de psychologie en Amérique », L'Année psychologique, no 1,‎ 1894, p. 209-255
- (en) « The Inscribed Rocks of Narragansett Bay », Rhode Island Historical Collections, vol. XV, no 1,‎ janvier 1922 (lire en ligne)